# آلهة نباتية

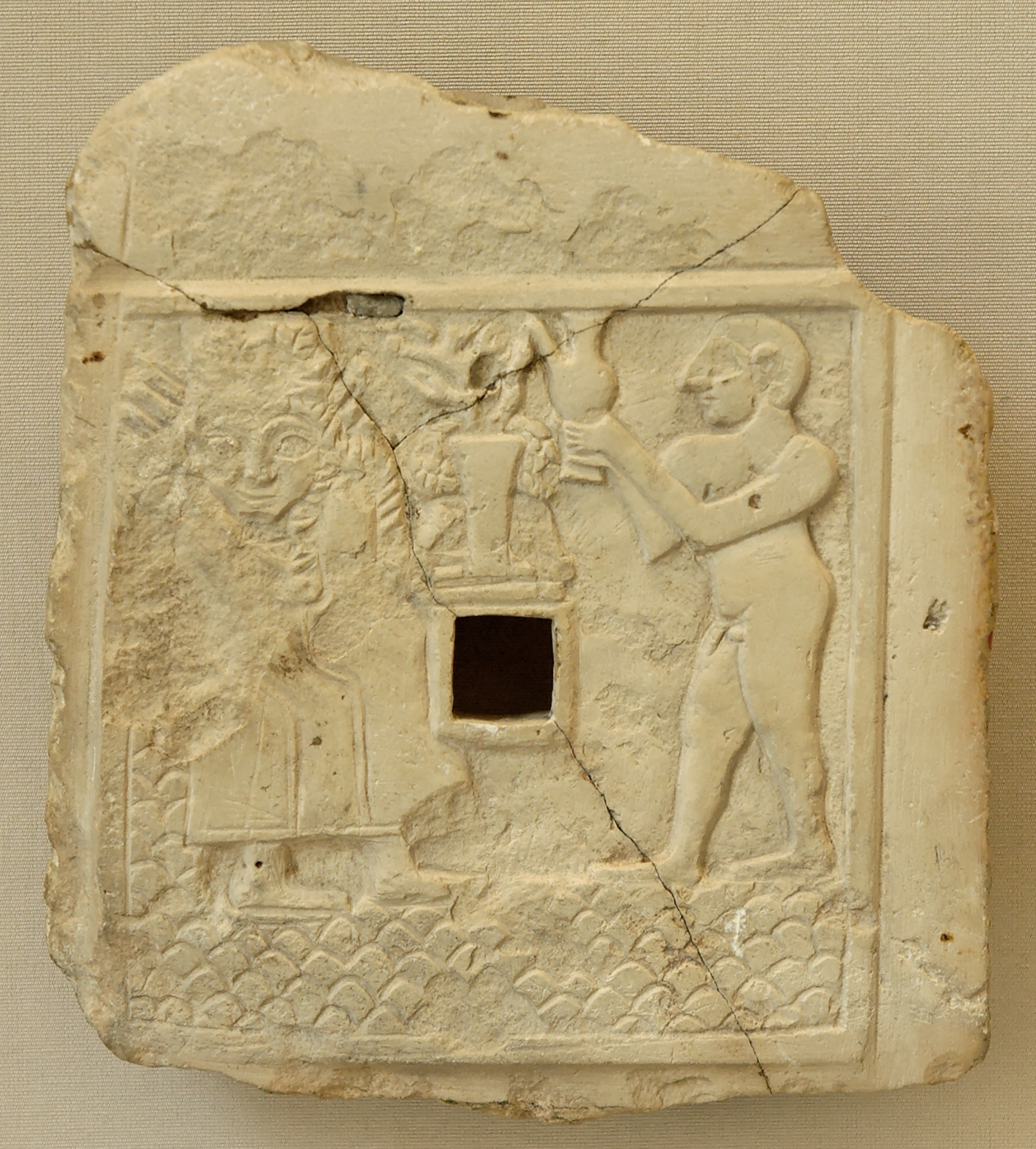
تم العثور على نقش للآلهة النباتية (حوالي 2500 قبل الميلاد) وجدت في جيرسو القديمة، و تتواجد الآن في متحف اللوفر.

الآلهة النباتية هي آلهة من الطبيعة والتي يمثل اختفاؤها وظهورها من جديد، أو الحياة والموت والبعث من جديد، دورة نمو النباتات. في عبادة الطبيعة، يمكن أن يكون الإله إلهًا مذكرًا أو إلهة مؤنثة مع القدرة على تجديد نفسها. غالباً ما يكون إله النبات هو إله الخصوبة. عادةً ما يمر الإله بتقطيع أوصال والتشتت، وإعادة الدمج، كما ورد في أسطورة أو تم إعادة تجسيدها بواسطة طقس ديني. يعطي النمط الدوري أهمية لاهوتية في مواضيع مثل الخلود والقيامة والتناسخ. تتشابه الأساطير النباتية مع بعض الأساطير الخلقية التي تولد فيها أجزاء من جسم الكائن البدائي جوانب من الكون، مثل الأسطورة الإسكندنافية لإيمير.

## أمثلة من الأساطير النباتية

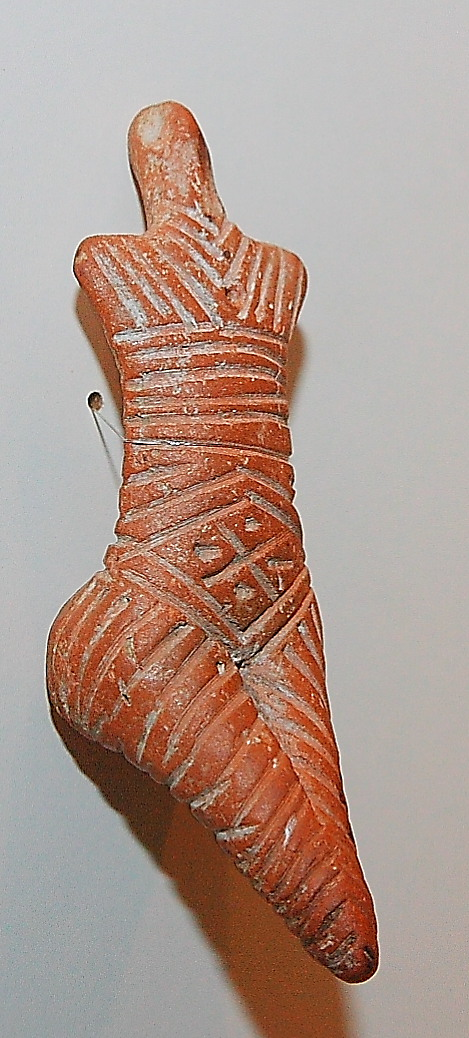
تمثال كيوكوتيني مع نمط حقل مزروع

### قائمة بالآلهة النباتية
الآلهة النباتية:
- أدونيس (ميثولوجيا إغريقية)
- أتيس (ميثولوجيا إغريقية)
- بعل (ديانات الفينيقيين)
- بلودويد (أساطير ويلزية)
- سيرس (ميثولوجيا) (أساطير رومانية)
- كرونوس (ميثولوجيا إغريقية)
- ديميتر (ميثولوجيا إغريقية)
- ديونيسوس (ميثولوجيا إغريقية)
- هوجي (أساطير صينية)
- جاريلو (سلاف)
- مودرون (أساطير ويلزية)
- الطبيعة الأم (عالمية)
- نينجيشزيدا (ديانة بلاد ما بين النهرين)
- أوزيريس (ديانة قدماء المصريين)
- راوني (أساطير فنلندا)
- باتشاماما (إنكا)
- بيرسيفون (ميثولوجيا إغريقية)
- بروسربينا (أساطير رومانية)
- ساتورن (ميثولوجيا) (أساطير رومانية)
- تموز (أسطورة) (ديانة بلاد ما بين النهرين)
- كسيبي توتيك (ميثولوجيا الآزتك)